# Сивара, Крит
Генерал Крит Сивара (тайск.: กฤษณ์ สีวะรา; 27 марта 1914, Бангкок, Сиам — 28 апреля 1976, Бангкок, Таиланд) — офицер Королевской армии Таиланда, член Кабинета министров Таиланда. В октябре 1973 года получил пост заместителя Главнокомандующего Королевской армией Таиланда. Позже был назначен главнокомандующим Королевской армией Таиланда.

## Карьера
Во время Второй мировой войны служил командиром в одном из батальонов армии Фаяп, которая находилась под командованием Сарита Танарата.
В 1969 году был назначен заместителем министра образования Таиланда. Эту должность он получил благодаря дружбе с Таномом Киттикачоном, который в тот период занимал пост премьер-министра Таиланда. 23 ноября 1970 года был назначен заместителем министра обороны (возглавлял министерство сам Таном Киттикачон). Поддерживал режим Киттикачона, безоговорочно выполняя все его приказы. Так, в 1971 году принимал участие в государственном перевороте, который устроил сам премьер-министр Киттикачон, чтобы устранить некоторых членов собственного правительства и аннулировать Конституцию Таиланда 1968 года. В новом сформированном правительстве занимал пост министра промышленности.
После «тихого» переворота 1971 года в Таиланде происходит усиление военного режима «трех тиранов». Реальная власть была сконцентрирована в руках «трех тиранов»: Главнокомандующего Королевской армией Таиланда и премьер-министра Танома Киттикачона, его сына полковника Наронга Киттикачона и фельдмаршала Прапата Чарусатьена. Король Таиланда Рама IX Пхумипон Адульядет не одобрял действий премьер-министра, население было против установленного военно-бюрократического режима Киттикачона. С 1968 года в Таиланде формируется активное студенческое движение против премьер-министра страны. в 1970 году в государственном университете Тхаммасат в Бангкоке был создан Национальный студенческий центр, в котором с 1972 года организовывались акции протеста, планировались студенческие демонстрации. В октябре 1973 года студенты начали массово выходить на улицы с требованием новой конституции и расширения политических свобод. 14 октября 1973 года Таном Киттикачон приказывает войскам силой разогнать демонстрации. Вечером полиция и военные отряды начали стрелять по демонстрантам. Крит Сивара, который в тот период занимал пост заместителя командующего армии, выступил против отрядов, расстреливавших невинных граждан. Королю Таиланда Раме IX Пхумипону Адульядету с помощью Крита Сивары и других верных ему офицеров удалось остановить кровопролитие. «Три тирана» были высланы из страны.
В 1976 году был назначен министром обороны Таиланда, но через неделю умер. Его смерть многим показалась «внезапной и странной».